# After Party
After Party è un singolo del rapper statunitense Don Toliver, pubblicato il 29 maggio 2020 come quarto estratto dal primo album in studio Heaven or Hell.

## Descrizione
Il brano è stato scritto dallo stesso interprete con Mike Dean, Travis Scott e Sonny Uwaezuoke, in arte Sonny Digital, e prodotto da quest'ultimo.

## Video musicale
Il video musicale è stato reso disponibile il 18 marzo 2020.

## Formazione
- Don Toliver – voce
- Sonny Digital – produzione
- Mike Dean – co-produzione, mastering, missaggio
- Travis Scott – produzione aggiuntiva
- Jimmy Cash – assistenza al missaggio
- Sage Skolfield – assistenza al missaggio
- Sean Solymar – assistenza al missaggio
- Zach Steele – registrazione

## Classifiche
| Classifica (2020) | Posizione massima |
| ----------------- | ----------------- |
| Australia         | 34                |
| Belgio (Fiandre)  | 76                |
| Canada            | 35                |
| Grecia            | 21                |
| Irlanda           | 24                |
| Islanda           | 38                |
| Lituania          | 38                |
| Nuova Zelanda     | 38                |
| Portogallo        | 80                |
| Regno Unito       | 47                |
| Slovacchia        | 74                |
| Stati Uniti       | 57                |